# Sohlengeschwür der Meerschweinchenverwandten

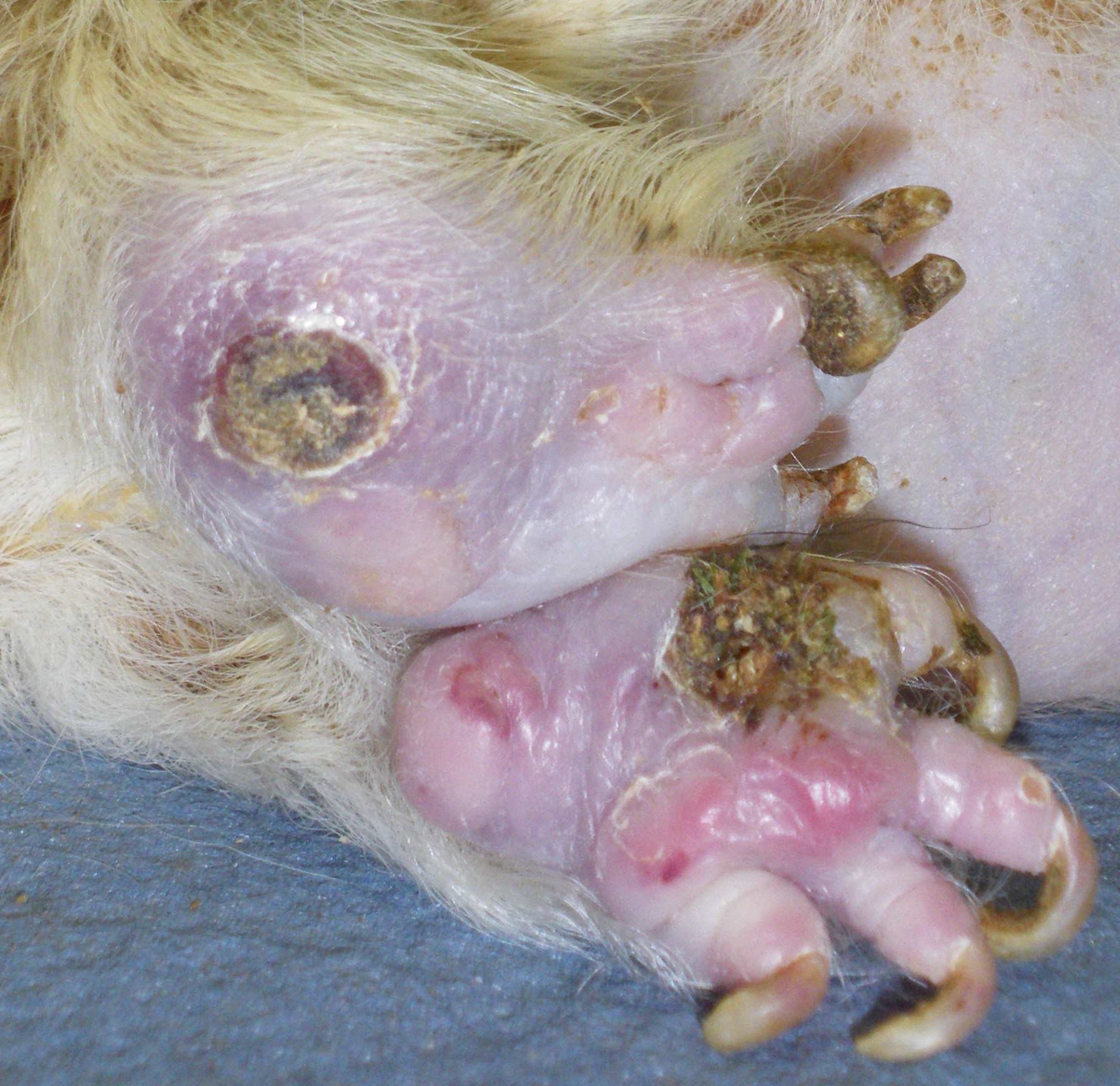
Hochgradige Sohlengeschwüre bei einem Meerschweinchen

Das Sohlengeschwür (Pododermatitis ulcerosa, Bumble foot) der Meerschweinchenverwandten ist eine häufig vorkommende Entzündung der Haut (Dermatitis) des Fußes (Pes). Sie tritt vor allem bei Hausmeerschweinchen, seltener dagegen bei Degus und Chinchillas auf.

## Entstehung
Hauptursache für die Entstehung eines Sohlengeschwürs sind zu lange Krallen, die zu einer Fehlbelastung des Fußes auf den Ballen führen. Haltungsfehler wie nasse Einstreu, ungeeigneter Untergrund und Ernährungsfehler (Verfettung und damit übermäßige Gewichtsbelastung) und andere Erkrankungen einzelner Gliedmaßen, die zu einer Schonung der kranken und somit Überlastung der eigentlich gesunden Gliedmaße führen, begünstigen das Auftreten eines Sohlengeschwürs. Auch schwere Allgemeinerkrankungen, die dazu führen, dass das Tier Urin unter den eigenen Körper absetzt, können begünstigend wirken.
Nach einer Vorschädigung der Haut dringen Bakterien (vor allem Strepto- und Staphylokokken) ein und führen zu einer eitrigen Entzündung der Fußhaut, die auch auf die Sehnenscheiden der Beugesehnen oder auf die Knochen des Fußes übergreifen kann.

## Klinisches Bild

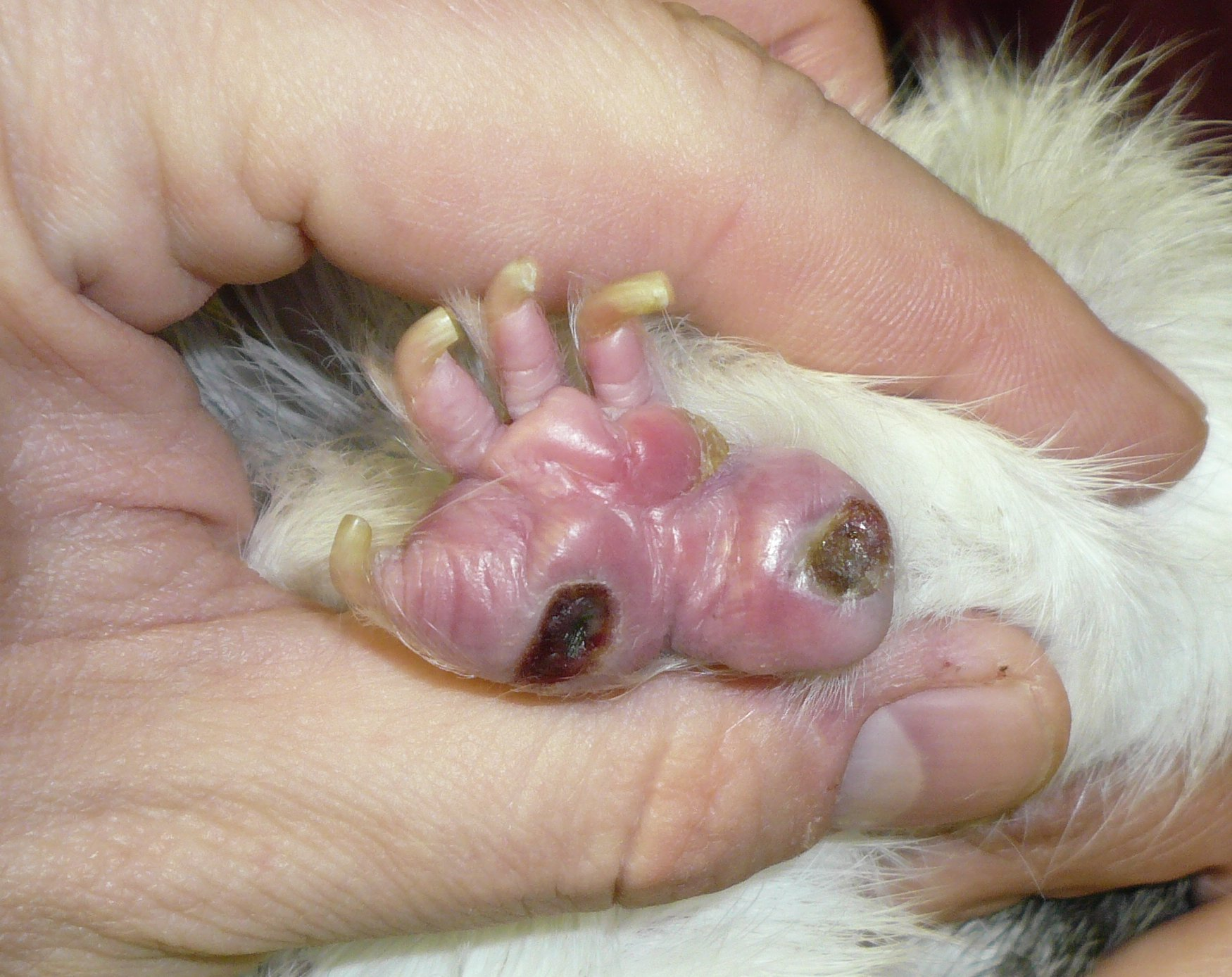
Sohlengeschwür bei einem Meerschweinchen

Sohlengeschwüre haben drei Verlaufsformen: 
- Ohne bakterielle Infektion bei Druck, Nässe und Fehlbelastung
- bakterielle Infektion mit Abszessbildung (durch Infektionen der Ballen- und Sohlenhaut)
- chronisch mit Zubildungen (fibröse Granulombildung)

Erste Anzeichen sind eine dünne, trockene und gerötete Haut. Mit Fortschreiten der Erkrankung kommt es zur Bildung von Hautrissen, Krusten sowie zur Verdickung, Erwärmung und Schmerzhaftigkeit des Ballens. Das Allgemeinempfinden ist zumeist gestört und die Tiere bewegen sich nicht mehr. Im fortgeschrittenen Stadium entstehen Abszesse.
Die Diagnose ist bereits aus dem klinischen Bild zu stellen. Als ergänzende Untersuchungen sind ein Antibiogramm, bei schweren Formen ein Röntgenbild zum Aufschluss über eine eventuelle Beteiligung der Knochen angezeigt.

## Behandlung
Die Behandlung eines Sohlengeschwürs ist langwierig. Ein Abstellen der begünstigenden Ursachen muss Bestandteil jeder Therapie sein. 
Bei leichten Fällen können Wund- und Heilsalben angewendet werden. Die Haltung sollte auf einer weichen Einstreu (Sägespäne mit reichlich Heu) erfolgen.
In schwereren Fällen ist die Heilungsaussicht schlecht. Hier sind zusätzlich eine Antibiotikatherapie (z. B. mit Enrofloxacin oder Marbofloxacin) und ein Schmerzmittel (z. B. Meloxicam oder Carprofen) angezeigt. Eventuelle Krusten können mit Kamillebädern aufgelöst werden. Tiefe Abszesse müssen unter Narkose chirurgisch behandelt und mit Desinfektionsmitteln gespült werden. Bei Meerschweinchen kann zur Schonung ein Fußverband angelegt werden. Bei Degus und Chinchillas ist dies nicht sinnvoll, da Verbände von diesen zumeist nicht toleriert werden. Die Haltung sollte dann auf einem untergelegten Handtuch erfolgen.
Bei sehr schweren Fällen mit Beteiligung der Knochen (Osteomyelitis) wird oftmals zur Einschläferung geraten, da eine Fußamputation meist zu Bildung von Sohlengeschwüren der nun überlasteten anderen Gliedmaße führt.